# Billy Preston
Pour les articles homonymes, voir Preston.
 (février 2025).
Si vous disposez d'ouvrages ou d'articles de référence ou si vous connaissez des sites web de qualité traitant du thème abordé ici, merci de compléter l'article en donnant les références utiles à sa vérifiabilité et en les liant à la section « Notes et références ».
William Everett Preston, dit Billy Preston, né le 2 septembre 1946 à Houston (Texas) et mort le 6 juin 2006 à Scottsdale (Arizona), était un claviériste, chanteur et acteur américain. Il a d'abord accompagné des artistes américains tels que Sam Cooke, Ray Charles ou Little Richard puis les Beatles, qu'il a rencontrés à Hambourg en 1962 lorsqu'à 16 ans, il accompagnait ce dernier en tournée.
En janvier 1969, invité par George Harrison, Billy Preston accompagne les Beatles sur l'album Let It Be et sur deux autres chansons qui aboutiront sur Abbey Road. Après la séparation du groupe, Preston continue à enregistrer et à jouer avec trois anciens membres: George Harrison, John Lennon et Ringo Starr.
Il a aussi joué avec les Rolling Stones, tant sur leurs albums qu'en tournée. Il a aussi accompagné Eric Clapton. Il a collaboré à l'écriture de la chanson You Are So Beautiful avec Dennis Wilson et Bruce Fisher, qui a été un tube pour Joe Cocker.

## Biographie
Il naît à Houston mais sa famille déménage à Los Angeles lorsqu'il a trois ans. Il apprend les premiers rudiments du piano assis sur les cuisses de sa mère. Enfant prodige, autodidacte, il n'a jamais pris de leçons. Dès dix ans, il monte sur scène pour accompagner à l'orgue certains grands noms du gospel de l'époque, tels que Mahalia Jackson, James Cleveland et Andraé Crouch. A 11 ans, il apparait à la télévision nationale américaine pour l'émission de Nat King Cole, pour y chanter le classique de Fats Domino, Blueberry Hill en duo avec Cole. Toujours à 11 ans, il joue dans le film biographique St Louis Blues sur la vie de W. C. Handy avec Nat King Cole dans le rôle-titre, Billy interprète le rôle du jeune Handy. En 1962, à 16 ans, Billy se joint au groupe de Little Richard en tant qu'organiste, et c'est lors d'un passage à Hambourg qu'il rencontre les Beatles. Il apparaît sur l'album de James Cleveland With The Angelic Gospel Choir publié sous le titre This Sunday-In person en 1962. En 1963, il joue de l'orgue sur l'album de Sam Cooke, Night Beat, puis enregistre son premier disque sous son nom, 16 Year Old Soul (en) sur le label de Cooke, SAR Records (en). En 1965, il publie son album The Most Exciting Organ Ever (en) et en 1967, rejoint le groupe de Ray Charles. Plusieurs musiciens le sollicitent pour jouer sur leurs albums.

### Avec les Beatles
Après avoir perdu contact avec le groupe britannique pour quelques années, les Beatles ont offert à Billy Preston un contrat d'enregistrement. 
En janvier 1969, à Londres pour une prestation à l'émission de la chanteuse Lulu, il est recruté par les Beatles afin de les seconder durant les séances d'enregistrement du projet Get Back, y compris au concert improvisé sur le toit de l'immeuble des Entreprises Apple, qui déboucheront en 1970 sur l'album Let It Be. Il joue le solo d'orgue Hammond sur la chanson-titre et sur Dig It ainsi que du piano électrique sur les chansons Dig A Pony, I've Got a Feeling, One After 909, The Long and Winding Road et Get Back. Cette dernière chanson est aussi publiée en single, le 11 avril 1969, couplée à Don't Let Me Down sur laquelle Preston est aussi entendu, crédité à « The Beatles with Billy Preston ». Il devient alors le seul musicien invité à voir son nom inscrit sur un disque des Beatles. Par contre, il n'est seulement que remercié de nom sur la pochette de l'album Let It Be mais sa photo n'y apparait pas. Dans le film Let it Be de 1970, on ne le voit à peine, mais ceci est corrigé dans le documentaire The Beatles: Get Back, sorti en 2021. On l'entend sur plusieurs chansons bonus de la réédition de l'album Let It Be sorti cette même année, incluant une improvisation de la reprise Without a Song (en) sur laquelle il est chanteur solo.
Il est entendu sur l'album, Abbey Road, paru en septembre 1969, où il joue l'orgue sur les titres Something et I Want You (She's So Heavy). On pourra aussi l'entendre sur The Long and Winding Road et Rip It Up / Shake, Rattle and Roll / Blue Suede Shoes parues en 1997 sur la compilation Anthology 3.
En 1969 toujours, il se voit offrir un contrat d'enregistrement avec Apple Records, il réalise ainsi That's the Way God Planned It (en), son quatrième album, produit par George Harrison et Wayne Shuler. Harrison y est à la guitare, au synthétiseur Moog, au sitar et aux chœurs ; Eric Clapton est à la guitare, Keith Richards à la basse, Ginger Baker à la batterie ainsi que les choristes Doris Troy et Madeline Bell (en). Paru originellement en 1969, il sera réédité à deux reprises d'abord en 2001 avec trois chansons bonus puis en 2010 avec une autre pièce bonus. 
L'année suivante, Billy Preston réalise un deuxième album pour Apple Records, Encouraging Words, son cinquième dans sa discographie qui sera coproduit par Billy et George Harrison, qui lui offre deux chansons My Sweet Lord et All Things Must Pass. George lui-même ne les avait pas encore enregistrées, les séances de travail de son propre album solo débutent une fois celles de Preston achevées. Sur cet album de Billy, on retrouve George Harrison à la guitare, au synthétiseur et aux chœurs, Eric Clapton et Delaney Bramlett (en) à la guitare, Carl Radle et Klaus Voormann à la basse, Jim Gordon et Ringo Starr à la batterie.
Il participe à l'album de George, All Things Must Pass, sorti en novembre 1970, à l'orgue et au piano. L'année suivante, sur son sixième album, I Wrote a Simple Song (en), Billy accueille George Harrison au dobro, ainsi que Quincy Jones aux arrangements des cuivres et des cordes.
Le 1er août 1971, il joue avec Harrison, Clapton et Ringo Starr sur la scène du Madison Square Garden de New York dans le cadre du Concert pour le Bangladesh. 
Par la suite, Billy participera à d'autres albums de George Harrison, Dark Horse en 1974 au piano acoustique et électrique ainsi qu'à l'orgue sur quatre chansons. Puis en 1975 pour l'album Extra Texture (Read All About It), alors qu'il joue le piano électrique sur la chanson His Name Is Legs (Ladies and Gentlemen). En 1976, pour l'album Thirty Three & 1/3, il joue du piano, de l'orgue et du synthétiseur, en compagnie de deux autres grands claviéristes, Gary Wright et David Foster. Sa dernière collaboration avec George Harrison, en 1982, est sur l'album Gone Troppo, au piano, à l'orgue, au synthétiseur et autres claviers. 
Le 29 novembre 2002 pour le concert en hommage à Harrison, Concert for George, il interprète Isn't It a Pity et My Sweet Lord au chant et à l'orgue. Il y accompagne aussi, à l'orgue, Ringo Starr pour Honey Don't ainsi qu'Eric Clapton sur Wah-Wah aux chœurs.
Il accompagne aussi John Lennon sur l'album John Lennon/Plastic Ono Band, au piano sur God en 1970 et est entendu à l'orgue sur l'album Some Time in New York City en 1972.
Pour Ringo Starr, on l'entend à l'orgue sur Love Is a Many Splendored Thing et au piano sur I'm a Fool to Care de son album Sentimental Journey en 1970 et sur les titres I'm the Greatest (qui réunis tous les Beatles, sauf McCartney, remplacé à la basse par Klaus Voormann) et Oh My My sur l'album Ringo en 1973, au piano électrique sur Only You (And You Alone) ainsi qu'au clavinet sur la pièce-titre de Goodnight Vienna en 1974. Il est invité à prendre part du Ringo Starr and His Third All-Starr Band de 1997, groupe avec lequel il part en tournée. Enfin, sur Choose Love en 2005, il joue du piano et de l'orgue en plus de faire les chœurs sur la chanson Hard To Be True.

### Autres collaborations
Il travaille aussi avec les Rolling Stones, autant en concerts que sur disques. En 1971, il est invité, sur leur album Sticky Fingers, à l'orgue, sur I Got the Blues et Bitch (sur l'édition Super Deluxe rééditée en 2015) ; l'année suivante sur l'album Exile on Main Street au piano et à l'orgue sur Shine a light ; l'album Goats Head Soup au clavinet et au piano sur 100 Years Ago et au piano sur Doo Doo Doo Doo Doo (Heartbreaker), It's Only Rock'n Roll sur quatre titres. Sur l'album Black and Blue, il inspire le morceau Melody, avec sa propre chanson Do You Love Me?. Il y joue l'orgue sur Hey Negrita et Melody, le piano sur Hot Stuff, Hand of Fate, Hey Negrita, Melody et Crazy Mama, le synthétiseur de cordes sur Memory Motel, les chœurs sur Hot Stuff, Memory Motel, Melody et Hey Negrita et finalement les percussions sur Melody. Il joue aussi sur Emotional Rescue, Love You Live, Tattoo You, Bridges to Babylon ainsi que sur l'album solo de Mick Jagger en 1993, Wandering Spirit.
Stephen Stills s'est inspiré d'une remarque de Billy qui disait : If you can't be with the one you love, then love the one you're with (Si tu ne peux être avec la femme que tu aimes, alors aime celle avec qui tu es) et a créé la chanson à succès, Love the One You're With (en) sur son album solo homonyme sorti en 1970.
On le retrouve avec Sly and The Family Stone pour leur album There's a Riot Goin' On, Peter Frampton sur Wind of Change, ensuite avec Eric Clapton sur No Reason to Cry, Reptile, One More Car, One More Rider, Me and Mr Johnson (et aperçu sur le DVD Sessions for Robert J.), Crossroads, Back Home et finalement The Road to Escondido, tout cela en menant en parallèle sa carrière solo.
Il est un des invités musicaux du premier épisode de l'émission américaine Saturday Night Live, le 11 octobre 1975.

## Compositeur
En solo, il crée That's the Way God Planned It (en), Outa-Space (en), Space Race (en) et Nothing from Nothing (en). Avec Bruce Fisher, Preston écrit Will It Go Round in Circles (en) et surtout, aidés de Dennis Wilson, You Are So Beautiful (en), devenu un hit chanté par Joe Cocker. Elle a d'abord été enregistrée par Preston lui-même sur son album The Kids & Me (en) sorti en 1974, puis Cocker l'a reprise sur son cinquième disque I Can Stand a Little Rain la même année.

## Décès
Dans ses dernières années, Billy Preston souffre d'une maladie rénale, due à une hypertension. Il reçoit une greffe de rein en 2002, mais sa santé se détériore. Sur la suggestion du guitariste Is'real Benton, il se présente volontairement dans une clinique de réhabilitation pour toxicomanes à Malibu, en Californie. Il a souffert de péricardite avec insuffisance respiratoire et tombe dans le coma, le 21 novembre 2005 et décède le 6 juin 2006 à Scottsdale, en Arizona.

## Discographie

### Albums studio
- (1963) 16 Yr. Old Soul - Réédité en 1969 sous le titre Greazee Soul
- (1965) The Most Exciting Organ Ever - Entièrement instrumental.
- (1965) Early Hits of '65 - Enregistré pendant les mêmes sessions que l'album précédent.
- (1966) Hymns Speak from the Organ - Arrangements de Sly Stone, album de musique gospel.
- (1966) The Wildest Organ In Town
- (1967) Club Meeting - Continuité de l'album précédent.
- (1969) That's the Way God Planned It - Premier album sur Apple Records avec George Harrison, Eric Clapton, Keith Richards, Ginger Baker, etc.
- (1969) Greazee Soul - Réédition de 16 Year Old Soul
- (1970) Encouraging Words - Deuxième et dernier album sur Apple avec Harrison, Clapton, Ringo Starr, Delaney Bramlett, etc.
- (1971) I Wrote a Simple Song - Désormais avec A&M Records. Quincy Jones et George Harrison participent à l'album.
- (1972) Music Is My life - Reprend Blackbird des Beatles et inclut le succès Will it Go Round in Circles.
- (1973) Everybody Likes Some Kind of Music - Reprend It's Alright, Ma (I'm Only Bleeding) de Bob Dylan.
- (1973) Gospel In My Soul - Album de gospel.
- (1974) The Kids and Me
- (1975) It's My Pleasure - Sous le nom de Hari Georgeson, George Harrison guitare sur That's Life.
- (1976) Billy Preston
- (1977) A Whole New Thing - Dernier album avec A&M Records.
- (1978) Behold! - Album gospel, sur Myrrh Records.
- (1979) Late At Night
- (1980) Universal Love - Album gospel.
- (1981) Billy Preston & Syreeta
- (1981) The Way I Am
- (1982) Pressin' On
- (1984) On the Air - Reprend Here, There and Everywhere des Beatles.
- (1986) You Can't Keep A Good Man Down
- (1994) Ministry of Music - Album gospel.
- (1995) Billy's Back
- (1995) Minister of Music - Album gospel.
- (1996) Words and Music - Album gospel.
- (2001) You and I - Avec le groupe italien Novecento.
- (2001) Music From My Heart - Album gospel.

### Album live
- (1974) Live European Tour 1973 - Avec Mick Taylor à la guitare et aux chœurs

### Participations
- (1962) This Sunday - In Person de James Cleveland With The Angelic Gospel Choir Featuring Billy Preston
- (1963) Outer Limits de Jerry Cole And His Spacemen
- (1963) Sam Cooke's Night Beat de Sam Cooke
- (1965) Beat & Soul des Everly Brothers - Piano, avec Leon Russell.
- (1966) It's A Blessing des Cogics
- (1969) Get back/Don't Let Me Down des Beatles - Single
- (1969) A Black Man's Soul de Ike Turner And The Kings Of Rhythm
- (1969) Abbey Road des Beatles (non crédité)
- (1970) Let It Be des Beatles
- (1970) Sentimental Journey de Ringo Starr, piano (I'm a Fool to Care), orgue (Love Is a Many Splendored Thing).
- (1970) All Things Must Pass de George Harrison
- (1970) John Lennon/Plastic Ono Band de John Lennon - Piano sur God
- (1971) Sticky Fingers des Rolling Stones
- (1971) The Concert for Bangladesh de George Harrison - Orgue et chant sur That's The Way God Planned It (remastérisé en CD/DVD en 2005)
- (1971) Mr. Big de Little Richard - Orgue sur I Don't Know What You Got (But it's Got Me) - Harmony version
- (1971) Stephen Stills 2 de Stephen Stills
- (1971) There's a Riot Goin' On de Sly & the Family Stone
- (1971) Live at Fillmore West de King Curtis & Aretha Franklin
- (1971) Barbra Joan Streisand de Barbra Streisand
- (1972) Exile on Main St. des Rolling Stones
- (1972) Wind of Change (en) de Peter Frampton
- (1972) D&B Together de Delaney & Bonnie and Friends - Avec Leon Russell, Eric Clapton, Tina Turner, Duane Allman, etc.
- (1973) Ringo de Ringo Starr
- (1973) Los Cochinos de Cheech & Chong - Avec George Harrison, Carole King, Klaus Voormann, etc.
- (1973) Goats Head Soup des Rolling Stones (et sur l'édition Deluxe de 2020 )
- (1974) Goodnight Vienna de Ringo Starr
- (1974) Dark Horse de George Harrison
- (1974) The Place I Love de Splinter - Avec George Harrison, Gary Wright, Klaus Voormann, Alvin Lee, Mel Collins, etc.
- (1974) Goodnight Vienna de Ringo Starr
- (1974) It's Only Rock 'n Roll des Rolling Stones
- (1974) Ravi Shankar & Friends de Ravi Shankar - Avec George Harrison, Ringo Starr, Alla Rakha, etc.
- (1975) Extra Texture (Read All About It) de George Harrison
- (1976) Thirty Three & 1/3 de George Harrison
- (1976) Black and Blue des Rolling Stones
- (1977) Love You Live des Rolling Stones
- (1978) Luxury You Can Afford de Joe Cocker
- (1978) Sgt Pepper's Lonely Hearts Club Band Artistes Variés, avec les Bee Gees et Peter Frampton - A aussi joué dans le film.
- (1981) Tattoo You des Rolling Stones
- (1981) All this Way de Patty Brard
- (1982) Gone Troppo de George Harrison
- (1984) The Cogic's du groupe éponyme
- (1984) Organic de Joe Cocker
- (1985) Christmas With The Family/Silent Night Single publié sous le nom de The Preston Family
- (1985) Till My Baby Comes Home de Luther Vandross
- (1986) Great Gosh A'Mighty (Been a Long Time Comin') - Pour le film Down and Out in Beverly Hills.
- (1990) Ringo Starr and His All-Starr Band de Ringo Starr
- (1990) Jovanotti de Giovani Jovanotti. - Aussi présents sur l'album, Pino Palladino et Keith Emerson.
- (1993) Wandering Spirit de Mick Jagger
- (1993) Duets de Elton John - Orgue Hammond B3 sur Love Letters.
- (1996) Voyage of Dreams de Jephté Guillaume & The Tet Kale Orkestra
- (1997) Bridges to Babylon des Rolling Stones
- (1997) Blues Brothers 2000 (Original Motion Picture Soundtrack) Artistes Variés - Joue sur 2 chansons.
- (1997) Ringo Starr and His Third All-Starr Band Volume 1
- (2000) The Harsh Light of Day de Fastball
- (2001) Reptile de Eric Clapton
- (2002) One More Car, One More Rider de Eric Clapton - CD et DVD.
- (2002) Gaia de Alan Simon
- (2003) Concert for George - Artistes Variés : Eric Clapton, Ringo Starr, Paul McCartney, Gary Brooker, Jim Capaldi, Klaus Voormann
- (2003) Get Born du groupe Jet
- (2004) Me and Mr. Johnson de Eric Clapton
- (2004) Motown Two - Artistes Variés. Avec Stevie Wonder, Nathan East, Michael McDonald, etc.
- (2004) Genius Loves Company de Ray Charles, avec Elton John, B.B. King, Van Morrison, Willie Nelson, etc.
- (2005) 12 songs de Neil Diamond
- (2005) Back Home de Eric Clapton
- (2005) Choose Love de Ringo Starr
- (2006) Stadium Arcadium des Red Hot Chili Peppers
- (2006) The Road to Escondido J.J. Cale & Eric Clapton
- (2006) Overnight Sensational de Sam Moore
- (2007) Reach de Is'rael Benton
- (2007) Imagine de Howard Hewett - Joue l'orgue
- (2011) A Tribute to Motown Live/Michael McDonald Live de Michael McDonald. - DVD - Avec les guitaristes des Doobie Brothers Tom Johnston et Patrick Simmons, ainsi que Ashford & Simpson, Toni Braxton, India.Arie, Take 6, etc.
- (2011) Brussels Affair (Live 1973) des Rolling Stones
- (2012) L.A. Friday des Rolling Stones
- (2022) El Mocambo 1977 des Rolling Stones

## Filmographie
- Acteur :

Cinéma
- 1958 : St. Louis Blues : Joue Will Handy alors qu'il était jeune.
- 1970 : Let It Be : Lui-même.
- 1978 : Sgt. Pepper's Lonely Hearts Club Band : Sergeant Pepper. Avec les Bee Gees, Peter Frampton, etc.
- 1998 : Blues Brothers 2000 : Billy, un des Louisiana Gator Boys.
- 2001 : Ticker ou Explosion imminente en français : Blues Band Organ.
- 2005 : The Derby Stallion : Joue le rôle de Will Gentry.

Télévision
- 1972 À 1977 : Soul Train Série-télé : Joua dans 5 épisodes : Lui-même.
- 1975 : ¡Señoras y señores! : - Série-télé : Épisode du I Mars 1975 : rôle non défini.
- 1997 : The Good News : - Série-télé : Joua dans 7 épisodes : Lui-même.
- 2003 : On Faith Alone : The Jozy Pollock Story (Court-métrage télévisé) : rôle non défini.
- 2005 : Music 101 : Série-télé : Keys
- 2005 : Music Cares Person of the Year : Brian Wilson (spectacle télévisé) : Lui-même.

Vidéo
- 1992 : The Kingdom Chums: Original Top Ten (Vidéo) : Mose - Prête sa voix au personnage.
- Compositeur :
- 2005 : The Derby Stallion - A composé la Bande Sonore du film.
- 2009 : Inglourious Basterds - A composé la chanson Slaughter.